# ایستگاه متروی دانشگاه تربیت مدرس
ایستگاه متروی دانشگاه تربیت مدرس،  یکی از ایستگاه‌های خط ۶ و خط ۷ مترو تهران است. این ایستگاه در تقاطع بزرگراه شهید چمران و بزرگراه جلال آل‌احمد قرار دارد. در نقشه های قدیمی خط ۶ و ۷ نام این ایستگاه پل‌نصر بود که قبل از افتتاح اولیه به دانشگاه تربیت مدرس تغییر یافت.
این ایستگاه در عمق ۳۱٫۴۶ متری از سطح زمین می‌باشد. ضمن این که این ایستگاه, ایستگاه تقاطعی خط ۷ با خط  ۶ است.
این ایستگاه در نزدیکی دانشکده علوم اجتماعی دانشگاه تهران، دانشکده اقتصاد دانشگاه تهران، دانشکده مدیریت دانشگاه تهران، دانشکده روانشناسی دانشگاه تهران، پردیس ۲ دانشکده‌های فنی دانشگاه تهران و دانشگاه تربیت مدرس قرار دارد.

## امکانات
از امکانات این ایستگاه می‌توان به پله برقی، آبسرد کن و پایانه تاکسیرانی و اتوبوسرانی اشاره کرد.
همچنین ایستگاه بی آر تی (اتوبوس تندرو) کوی نصر از خط ۴ تندرو (پایانه جنوب - پایانه شهید افشار) در کنار این ایستگاه مترو قرار دارد.